# (89830) 2002 CE
(89830) 2002 CE est un astéroïde Amor et aréocroiseur, classé comme potentiellement dangereux. Il fut découvert par LINEAR à Socorro le 1er février 2002.